# Residuell endliche Gruppe
Residuell endliche Gruppen sind ein Begriff aus dem mathematischen Gebiet der Gruppentheorie. Es handelt sich um (unendliche) Gruppen, die in gewisser Weise durch endliche Gruppen approximiert werden können.

## Definition
Eine Gruppe {\displaystyle G} heißt residuell endlich, wenn es zu jedem vom neutralen Element {\displaystyle e_{G}} verschiedenen Element {\displaystyle g\in G} eine Untergruppe von endlichem Index
{\displaystyle H\subset G} mit {\displaystyle g\not \in H}
gibt. Mit anderen Worten
{\displaystyle \bigcap _{\left[G\colon H\right]<\infty }H=\left\{e_{G}\right\}},
d. h. der Durchschnitt aller Untergruppen von endlichem Index besteht nur aus dem neutralen Element.
Äquivalent dazu ist die Bedingung, dass es zu jedem vom neutralen Element verschiedenen Element {\displaystyle g\in G} einen Homomorphismus {\displaystyle \phi \colon G\to K} in eine endliche Gruppe {\displaystyle K} mit 
{\displaystyle \phi (g)\not =e_{K}} geben soll.

## Beispiele
Nach dem Satz von Malcev ist jede endlich erzeugte Untergruppe der allgemeinen linearen Gruppe {\displaystyle GL(n,R)} residuell endlich, für jeden kommutativen Ring {\displaystyle R} mit Eins.
Aus diesem Kriterium ergeben sich zahlreiche Beispiele residuell endlicher Gruppen:
- freie Gruppen
- Flächengruppen
- Fundamentalgruppen kompakter lokal symmetrischer Räume, insbesondere kompakter hyperbolischer Mannigfaltigkeiten

Endlich erzeugte polyzyklische und nilpotente Gruppen sind residuell endlich.
Fundamentalgruppen kompakter 3-Mannigfaltigkeiten sind residuell endlich, obwohl im Allgemeinen nicht bekannt ist, ob sie zu Untergruppen von {\displaystyle GL(n,K)} isomorph sind.
Weiterhin gilt:
- Untergruppen residuell endlicher Gruppen sind wieder residuell endlich.
- Wenn es eine residuell endliche Untergruppe {\displaystyle H\subset G} mit {\displaystyle \left[G\colon H\right]<\infty } gibt, dann ist auch {\displaystyle G} residuell endlich.

Die Baumslag-Solitar-Gruppen sind nicht residuell endlich.
Es ist eine offene Frage, ob es hyperbolische Gruppen gibt, die nicht residuell endlich sind.

## Eigenschaften
- Residuell endliche Gruppen haben ein algorithmisch lösbares Wortproblem.
- Residuell endliche Gruppen haben die Hopf-Eigenschaft: jeder Epimorphismus der Gruppe auf sich ist ein Isomorphismus.[3]

Die folgenden Eigenschaften einer Gruppe sind äquivalent:
- {\displaystyle G} ist residuell endlich.
- Die kanonische Abbildung in die proendliche Vervollständigung {\displaystyle {\hat {G}}} ist injektiv.
- Die triviale Untergruppe ist separabel.
- Die proendliche Topologie ist hausdorffsch.

## Topologische Interpretation
Die Fundamentalgruppe {\displaystyle \pi _{1}X} eines CW-Komplexes {\displaystyle X} ist genau dann residuell endlich, wenn es zu jeder kompakten Teilmenge {\displaystyle K\subset {\widetilde {X}}} der universellen Ũberlagerung {\displaystyle P\colon {\widetilde {X}}\to X} eine endliche Überlagerung {\displaystyle p\colon Y\to X} gibt, so dass 
{\displaystyle p^{-1}P(K)\to Y}
eine Einbettung ist.
Dieses Kriterium kann in verschiedenen Situationen benutzt werden, um zu überprüfen, dass sich Immersionen zu Einbettungen in einer endlichen Ũberlagerung hochheben lassen. Es wird beispielsweise in Arbeiten zur Virtuell Haken-Vermutung und im Beweis der Taubes-Vermutung von Friedl-Vidussi verwendet.

## Bedeutung in der algebraischen Geometrie
Es sei {\displaystyle X} ein Schema endlichen Typs über {\displaystyle \mathbb {C} }. Dann ist der Homomorphismus 
{\displaystyle \pi _{1}^{top}(X)\to \pi _{1}^{et}(X)}
genau dann injektiv, wenn {\displaystyle \pi _{1}^{top}(X)} residuell endlich ist.